# Сукин, Фёдор Иванович
Фёдор Иванович Сукин (ум. 12 ноября 1565) — русский государственный и военный деятель, воевода и боярин, дипломат, царский казначей (1544-1565), сын ясельничего Ивана Ивановича Сукина (ум. 1517). Представитель дворянского рода Сукиных.

## Биография
В 1535 году Фёдор Иванович Сукин служил осадным воеводой в Почепе. Во время русско-литовской войны (1534—1537 гг.) польско-литовские войска захватили Стародуб и двинулись на соседний Почеп. Главный воевода князь Юрий Васильевич Ушатый из-за тяжёлой болезни уехал в Москву, а вместо себя оставил в крепости Фёдора Ивановича Сукина. Город был плохо укреплён и имел малочисленный гарнизон. Ф. И. Сукин приказал всем жителям со своим имуществом покинуть город, после чего велел сжечь Почеп. Когда прибыла польско-литовская армия, то нашла груды пепла и немного жителей, которые вынуждены были принести присягу на верность королю.
В 1539 году Фёдор Иванович Сукин ездил в Великое княжество Литовское с грамотой о вступлении на великокняжеский престол Ивана Васильевича.
1 октября 1543 года ближний дворянин Ф. И. Сукин был отправлен к великому князю литовскому и королю польскому Сигизмунду Старому, которому он должен был объявить, что для размежевания спорных земель под Себежем осенью будут присланы двое судей, а если рано выпадет снег, то они приедут в Троицын день следующего года. Сукину была вручена «верющая грамота к королю, список той речи, которую он должен сказать, память, как держать себя дорогой, что отвечать на разные вопросы об отношениях Московского государства к Казани, Крыму и Астрахани», а также перечень «обидных дел», причинённых подданным великого князя московского литовскими «людьми». Фёдор Сукин должен был непременно добиться аудиенции у короля Сигизмунда Казимировича, а в случае его болезни — у королевича Сигизмунда Августа, должен был не соглашаться на встречи с литовскими панами. Если же московский посол не будет допущен к королю, то он должен был немедленно вернуться в Москву.
Если будут расспрашивать его о великом князе, то он должен сказать: «Великий Государь Иван, Божиею милостию, в мужеский возраст входит, а ростом совершенного человека уж есть, а с Божиею волею помышляет уж брачный закон приняти. А и то есмя слышели, что государь ваш и не в одно место послал себе невест пытати, и отколева к государю нашему будет присылка, а будет государева воля, и государь наш хочет то своё дело делати». Все, что Фёдор Сукин будет говорить и что ему скажут, — он должен будет записывать, а приехав — доложить великому князю.
В июне 1544 года Фёдор Иванович Сукин вернулся из Литвы в Москву, доставив королевский ответ на сказанные им посольские речи. Польский король и великий князь литовский Сигизмунд Казимирович обязался выслать своих судей под Себеж к Троицыну дню, так как к Филиппову заговенью (14 ноября) началась зима и московские судьи не успели прибыть на русско-литовскую границу. Великий князь московский Иван Васильевич требовал от ВКЛ рассмотреть «обидные дела», причинённые литовцами московским подданным, но литовские воеводы и наместники часто жаловались на самовольство московских наместников и воевод. Сигизмунд Старый решил прислать вместе со своими судьями, которые приедут на границу к Троицыну дню, списки всех «кривд и шкод», причинённых его подданным московскими людьми. Литовские и московские судьи должны были разобрать все «обиды», причинённые с обеих сторон, и произвести должную «управу».
В 1547-1558 годах Фёдор Иванович Сукин присутствовал на семи свадьбах царя и его ближних людей. 22 января 1547 года царь Иван Васильевич отправил грамоту в Муром к боярину и воеводе князю Александру Борисовичу Горбатому-Шуйскому о помолвке его дочери Ирины с князем Иваном Фёдоровичем Мстиславским: «а в твое есми место, — читаем в грамоте, — велел быти на свадбе казначеем своим Ивану Ивановичу Третьякову да Федору Ивановичу Сукину и твоей шурье».
В феврале 1547 года на свадьбе царя Ивана Васильевича с Анастасией Романовной Захарьиной Фёдор Иванович Сукин "был у постели и стлал постель вместе с дядей царя, боярином князем Юрием Васильевичем Глинским.
В ноябре 1548 года на свадьбе удельного князя Юрия Васильевича Углицкого с княжной Ульяной Дмитриевной Палецкой также был у постели вместе с тверским дворецким Василием Михайловичем Юрьевым, на третий день после свадьбы жена Сукина была в числе приглашённых у княгини Ульяны Дмитриевны.
На первой свадьбе удельного князя Владимира Андреевича Старицкого с Евдокией Александровной Нагой (31 мая 1550 года) и на второй его свадьбе с княжной Евдокией Романовной Одоевской (28 апреля 1555 года) Фёдор Иванович Сукин несколько дней участвовал в свадебных торжествах.
В 1553 году на свадьбе казанского крещённого царя Симеона Касаевича с Марией Андреевной Кутузовой и в 1555 году на свадьбе князя Ивана Дмитриевича Бельского с княжной Марфой Васильевной Шуйской Фёдор Иванович Сукин и Иван Яковлевич Чоботов были дружками со стороны «княгини», то есть невесты. Жены Сукина и Чоботова были свахами. На свадьбе царя Симеона Ф. И. Сукин и И. Я. Чоботов ездили к матери невесты за постелью и стлали её на «дворе» (то есть в доме) царя Симеона. На другой день они ездили с кашей к царю, царицей и князю Юрию Васильевичу и его жене, к княгине Ефросинье и её сыну Владимиру Андреевичу Старицкому, затем обедали у царя Симеона Касаевича вместе с царём Иваном Васильевичем.
9 декабря 1547 года Фёдор Иванович Сукин был одним из поручителей при князе Иване Ивановиче Пронском, что он не отъедет из Русского государства в Литву. В поручительной грамоте Фёдор Сукин подписался седьмым, между Семёном Константиновичем Заболоцким и князем Михаилом Петровичем Репниным.
В 1547, 1548, 1555, 1559 и 1567 годах Фёдор Иванович Сукин сопровождал царя Ивана Васильевича в его походах в Коломну, Тулу, Серпухов, Владимир и Нижний Новгород, «по крымским вестям», или для «казанского дела».
В 1553 и 1556 годах во время царских походах на Коломну Фёдор Иванович Сукин был оставлен «ведать Москву» (в первый раз с князем Юрием Васильевичем Углицким, во второй — с несколькими боярами).
В 1553-1561 годах Фёдор Иванович Сукин был четыре раза в «ответе» с литовскими посланцами и три раза ездил в Литву с посольскими поручениями от царя Ивана Васильевича. Главными предметами русско-литовских переговоров были: заключение перемирия, вопрос о царском титуле Ивана Васильевича и рассмотрении «обидных дел».
В 1553 году, когда Ф. И. Сукин был в ответе с литовскими посланниками, приехавшими в Москву, он должен был, между прочим, сказать: «желателен мир между обоими государствами, чтобы не проливалась кровь христианская, чтобы вера христианская ширилась и множилась, а бесерменская б рука не высилась».
В 1559 году литовский посланец прибыл в Москву с грамотою о пограничных делах, в это время сам царь Иван Васильевич находился в Можайске. Казначеи Фёдор Иванович Сукин и Хозяин Юрьевич Тютин сообщили ему о приезде посланника, но царь вернулся в Москву только 1 декабря. Согласно желанию посланника видеть Алексея Фёдоровича Адашева, Фёдора Ивановича Сукина и дьяка Ивана Михайловича Висковатого, царь приказал посланнику быть для переговоров в городе, в избе Висковатого. Посланник просил Адашева и Сукина склонять царя к миру, так как когда начнётся война, то «трудно привести государей и добру». А. Ф. Адашев и Ф. И. Сукин ответили, что добрые отношения могут быть только в том случае, если король Сигизмунд Август «не станет вступаться в землю Ливонскую».
В 1561 году Фёдор Иванович Сукин был одним из членов русского посольства в Польшу, целью которого было сватовство царя Ивана Васильевича к Екатерине Ягеллонке, сестре польского короля Сигизмунда Августа. Получил царский наказ «разведать, которая из сестёр короля красивее и здоровее. Если нельзя будет разузнать немедленно, то говорить о королевнах безымянно». Если король согласится на династический брак, то Фёдор Сукин должен непременно увидеть принцесс, или, по крайней мере, их «парсоны», то есть портреты, и привезти их царю. Однако сватовство не состоялось, так как король соглашался на брак своей сестры с царём только в том случае, если бы этот брак принесёт ему выгодный мир с Московским государством.
В 1544-1565 годах Фёдор Иванович Сукин занимал должность государственного казначея. Вначале он был вторым казначеем при Иване Ивановиче Третьякове и Иване Петровиче Головине. В 1553 году Ф. И. Сукин был назначен главным казначеем, а его товарищем и вторым казначеем стал Хозяин Юрьевич Тютин.
В середине XVI века казначеи Казённого двора не только хранили государеву казну, но и ведали царскими доходами: сдавали на оброк разные доходные статьи и получали пошлины и оброки. Кроме того, Казённый двор заведовал царскими расходами, делами о холопстве и судом.
В конце жизни Фёдор Иванович Сукин был пожалован в бояре, а в 1565 году скончался.